# Reriz
Reriz ist ein Ort und eine ehemalige Gemeinde (Freguesia) im portugiesischen Kreis Castro Daire. Die Gemeinde hatte 751 Einwohner (Stand 30. Juni 2011).
Am 29. September 2013 wurden die Gemeinden Reriz und Gafanhão zur neuen Gemeinde União das Freguesias de Reriz e Gafanhão zusammengeschlossen. Reriz ist Sitz dieser neu gebildeten Gemeinde.